# Lourenço Rodrigues Coelho
Lourenço Rodrigues Coelho (Paulistana, entre 1756 e 1757) foi um político brasileiro. Membro da Junta Trina de Governos da Capitania do Piauí, no ano de 1797, na qualidade de vereador mais velho do senado da câmara de Oeiras.

## Atuação política
A Capitania do Piauí, no período de 2 de janeiro de 1775 a 19 de dezembro de 1797, foi governada por uma Junta Trina, composta de três autoridades da antiga capital Oeiras: o ouvidor-geral, o oficial de maior patente militar e o vereador de maior idade do Senado da Câmara de Oeiras.
Na metade do Século XVIII, a povoação de Paulista era ligada a Oeiras (conhecida anteriormente como Villa da Mocha) e tinha uma forte representação política na antiga capital. Além de Lourenço Rodrigues Coelho (ano de 1797), seu irmão, José Rodrigues Coelho, também foi membro da Junta Trina de Governos da Capitania do Piauí, no ano de 1790, na qualidade de vereador mais velho de Oeiras.

## Dados biográficos
Lourenço Rodrigues Coelho, nasceu entre 1756 e 1757, na  povoação de Paulista (antiga Fazenda do Paulista), atualmente Paulistana, estado do Piauí. Filho de Domiciana Vieira de Carvalho e do fidalgo português Dom Valério Coelho Rodrigues, e neto pela linha ascendente materna de Hilário Vieira de Carvalho (filho do casal José Vieira de Carvalho e Maria Freire da Silva) e Maria do Rego Monteiro (filha do casal Manoel do Rego Monteiro e Maria da Encarnação).
O desenvolvimento de sua terra natal começou no Século XVIII, com a criação do Arraial de Paulistas, nas ribeiras do Rio Canindé (sudeste piauiense), e com a construção de uma capela, que depois passou a ser chamada de Igreja Nossa Senhora dos Humildes, na Fazenda do Paulista, pertencente ao seu pai, Valério Coelho Rodrigues.
Valério Coelho Rodrigues, conhecido como Patriarca do Sertão brasileiro, nasceu em Portugal e morou a maior parte de sua vida na Fazenda Paulista, atualmente município de Paulistana, e foi um personagem importante no processo de colonização portuguesa no Piauí por ter sido um dos desbravadores do interior do Estado ao longo do Século XVIII, tendo firmado importantes raízes históricas e sociais na Região e gerado uma vasta família com descendência que se projeta na política nacional do Brasil até os dias de hoje.
Valério Coelho Rodrigues atuou como político, sendo eleito de pelouros diversas vezes para o senado da câmara de Oeiras. Entre 1754 e 1756, ele também ocupou o cargo de juiz ordinário na antiga capital da Capitania do Piauí. Em 1769, exerceu novamente o cargo de juiz ordinário de Oeiras. Em seguida, até o ano de 1771, ocupou os cargos reunidos de ouvidor-geral, provedor da real fazenda e dos defuntos e ausentes, capelas e resíduos da capitania, tendo sido indicado para mestre-de-campo do terço de infantaria auxiliar da guarnição do Piauí.
Como forma de homenagear Valério Coelho Rodrigues, o Governador do Piauí instituiu a Ordem Estadual Valério Coelho Rodrigues, pelo Decreto nº 15.311, de 19 de agosto de 2013, com a finalidade de agraciar cidadãos que se destacam por serviços de excepcional relevância prestados ao Estado.

### Ramificações familiares[3]
|  |  |  |  |                          |                          | Maria do Rego Monteiro   | Maria do Rego Monteiro   | Maria do Rego Monteiro    | Maria do Rego Monteiro   | Maria do Rego Monteiro | Maria do Rego Monteiro |                              |                              |                              |                              |                              |                              | Hilário Vieira de Carvalho | Hilário Vieira de Carvalho | Hilário Vieira de Carvalho | Hilário Vieira de Carvalho | Hilário Vieira de Carvalho | Hilário Vieira de Carvalho |               |               |
|  |  |  |  |                          |                          | Maria do Rego Monteiro   | Maria do Rego Monteiro   | Maria do Rego Monteiro    | Maria do Rego Monteiro   | Maria do Rego Monteiro | Maria do Rego Monteiro |                              |                              |                              |                              |                              |                              | Hilário Vieira de Carvalho | Hilário Vieira de Carvalho | Hilário Vieira de Carvalho | Hilário Vieira de Carvalho | Hilário Vieira de Carvalho | Hilário Vieira de Carvalho |               |               |
|  |  |  |  |                          |                          |                          |                          |                           |                          |                        |                        |                              |                              |                              |                              |                              |                              |                            |                            |                            |                            |                            |                            |               |               |
|  |  |  |  |                          |                          |                          |                          |                           |                          |                        |                        |                              |                              |                              |                              |                              |                              |                            |                            |                            |                            |                            |                            |               |               |
|  |  |  |  | Valério Coelho Rodrigues | Valério Coelho Rodrigues | Valério Coelho Rodrigues | Valério Coelho Rodrigues | Valério Coelho Rodrigues  | Valério Coelho Rodrigues |                        |                        | Domiciana Vieira de Carvalho | Domiciana Vieira de Carvalho | Domiciana Vieira de Carvalho | Domiciana Vieira de Carvalho | Domiciana Vieira de Carvalho | Domiciana Vieira de Carvalho |                            |                            | (+ 16 filhos)              | (+ 16 filhos)              | (+ 16 filhos)              | (+ 16 filhos)              | (+ 16 filhos) | (+ 16 filhos) |
|  |  |  |  | Valério Coelho Rodrigues | Valério Coelho Rodrigues | Valério Coelho Rodrigues | Valério Coelho Rodrigues | Valério Coelho Rodrigues  | Valério Coelho Rodrigues |                        |                        | Domiciana Vieira de Carvalho | Domiciana Vieira de Carvalho | Domiciana Vieira de Carvalho | Domiciana Vieira de Carvalho | Domiciana Vieira de Carvalho | Domiciana Vieira de Carvalho |                            |                            | (+ 16 filhos)              | (+ 16 filhos)              | (+ 16 filhos)              | (+ 16 filhos)              | (+ 16 filhos) | (+ 16 filhos) |
|  |  |  |  |                          |                          |                          |                          |                           |                          |                        |                        |                              |                              |                              |                              |                              |                              |                            |                            |                            |                            |                            |                            |               |               |
|  |  |  |  |                          |                          |                          |                          | Lourenço Rodrigues Coelho |                          |                        |                        |                              |                              |                              |                              |                              |                              |                            |                            |                            |                            |                            |                            |               |               |

Lourenço Rodrigues Coelho casou-se duas vezes e teve dezesseis filhos:

#### Filhos com Ana Maria de Jesus:
F.1 - Manoel Lourenço Rodrigues Coelho
F.2 - Pedro Alexandre Rodrigues Coelho
F.3 - Reinaldo Rodrigues Coelho
F.4 - Francisco Gonçalo Rodrigues Coelho
F.5 - Lucindo Rodrigues Coelho
F.6 - Domiciana Maria de Jesus
F.7 - Maria do Carmo Rodrigues Coelho
F.8 - Ana Maria Rodrigues Coelho (Ana Maria do Arapuá)

#### Filhos com Antônia Rodrigues Coelho:
F.9 - Felipe Benício Rodrigues Coelho
F.10 - José Manoel Lourenço Rodrigues Coelho
F.11 - Geraldo Rodrigues Coelho
F.12 - Delfina Rodrigues Coelho
F.13 - Eufrásia Rodrigues Coelho
F.14 - Maria Joaquina Rodrigues Coelho
F.15 - Manoel Florêncio Rodrigues Coelho
F.16 - Higino Rodrigues Coelho

### Descendentes com destaque na vida pública
1. Manoel Lourenço Rodrigues Coelho (filho de Lourenço Rodrigues Coelho), foi presidente do Senado da Câmara de Oeiras, Piauí, nos anos de 1819 e 1820.[7]
2. Lucindo Benício Rodrigues Coelho (neto de Lourenço Rodrigues Coelho[8]), foi o 3º Prefeito de Petrolina, Pernambuco (1898-1901).
3. Felipe Rodrigues Coelho (neto de Lourenço Rodrigues Coelho[9]), combateu na Guerra do Paraguai, no posto de Tenente-Coronel e Comandante do 7º Batalhão de Voluntários da Pátria, organizado em Ouricuri, Pernambuco. Recebeu de Dom Pedro II a bandeira (insígnia) do batalhão, na qual fora bordada a seguinte informação: "7º Batalhão de Voluntários da Pátria de Ouricuri".[10]
4. Anísio Rodrigues Coelho (bisneto de Lourenço Rodrigues Coelho), foi prefeito duas vezes de Ouricuri e deputado estadual em Pernambuco em várias legislaturas.[11]
5. Felipe Coelho Matos (trineto de Lourenço Rodrigues Coelho[12]), foi Presidente da Assembleia Legislativa do Estado de Pernambuco duas vezes, nos períodos de 1983 a 1985 e de 1993 a 1994. Atuou por 44 anos como deputado estadual em Pernambuco, em onze legislaturas consecutivas, entre 1950 e 1994. Exerceu o cargo de secretário de Administração do Governo de Pernambuco.[13]
6. Nilo de Souza Coelho (tetraneto de Lourenço Rodrigues Coelho[14]), foi Governador do Estado de Pernambuco, Senador pelo mesmo Estado e Presidente do Senado Federal.
7. Osvaldo de Souza Coelho (tetraneto de Lourenço Rodrigues Coelho[15]), foi político em Pernambuco[16], tendo exercido três mandatos como deputado estadual, oito legislaturas como deputado federal e foi secretário da Fazenda do estado de Pernambuco.[17]
8. Nilo Augusto de Moraes Coelho (pentaneto de Lourenço Rodrigues Coelho[18]), foi Governador do Estado da Bahia, deputado federal e quatro vezes prefeito de Guanambi, Bahia.
9. Fernando Bezerra Coelho (pentaneto de Lourenço Rodrigues Coelho[19]), foi político em Pernambuco, tendo exercido os cargos de  ministro da Integração Nacional, senador da República, deputado federal, deputado estadual e prefeito de Petrolina por três mandatos.